# Nitrotriazolon
Nitrotriazolon (kurz NTO) ist eine energetische, heterocyclische Verbindung, die als Komponente in vielen modernen Sicherheitssprengstoffen verwendet wird. Durch Zusatz von Nitrotriazolon kann die Empfindlichkeit von Sprengstoffen beträchtlich verringert werden, ohne die Leistungsfähigkeit zu beeinträchtigen. Nitrotriazolon kann preisgünstig in zwei Schritten hergestellt werden.

## Geschichte
NTO wurde erstmals 1905 durch Wilhelm Manchot und R. Noll hergestellt.

## Gewinnung und Darstellung
NTO lässt sich durch Nitrierung von 1,2,4-Triazol-5-on (TO) mit 65%iger Salpetersäure bei 65–70 °C herstellen. Die Umkristallisation aus Wasser mit Tensiden ergibt die geeignete runde Kornform.

## Eigenschaften
NTO bildet farblose Kristalle, die in Wasser, Ethanol, Methanol und Essigsäure löslich sind. In Aceton sowie Ethylacetat ist es schwer löslich. In unpolaren Lösungsmitteln wie Ether, Chloroform und Benzol löst es sich nicht. Die Verbindung kann aus Dimethylsulfoxid oder Methylenchlorid umkristallisiert werden.
NTO kommt in zwei polymorphen Formen vor, wobei die α-Form stabil ist und die β-Form nur durch Umkristallisation gewonnen werden kann.
NTO ist eine einbasige schwache Säure. Es bildet mit Silber-Ionen ein hellgelbes Silbersalz, das beim Erhitzen verpufft. Der Wert für die Bildungsenthalpie liegt bei ΔHf = −996 kJ/kg; NTO ist also eine exotherme Verbindung. Die Detonationsgeschwindigkeit bei maximaler Dichte liegt bei etwa 8600 m/s. Bei einer Dichte von 1,91 g/cm3 hat es eine Detonationsgeschwindigkeit von 8400 m/s und ein Detonationsdruck von 294 kbar.

## Verwendung
NTO ergibt mit TNT gießbare Mischungen, die deutlich unempfindlicher sind als vergleichbare RDX-TNT-Mischungen. Im Gemisch mit Thermoplast-Binder wird NTO in Pressladungen für unempfindliche Munition verwendet. Mit NTO können gießbare Sprengstoffe mit günstigen Sicherheitseigenschaften und guten Leistungswerten hergestellt werden.
NTO wird als Bestandteil der Explosivmischungen IMX-101 und IMX-104 zum Beispiel in den amerikanischen 155-mm-Granaten vom Typ M795 verwendet.

## Rechtliche Bestimmungen
Die Herstellung und Verarbeitung von NTO ist in Deutschland ohne Genehmigung nach dem Sprengstoffgesetz verboten.